# Rezerwat przyrody Osetno
Rezerwat przyrody „Osetno” – rezerwat leśny w województwie zachodniopomorskim, w gminie Stare Czarnowo, we wschodniej części Puszczy Bukowej, 3 km na północ od Starego Czarnowa, 2,5 km na zachód od Kołbacza i 2 km na wschód od Dobropola Gryfińskiego. Leży na terenie Szczecińskiego Parku Krajobrazowego „Puszcza Bukowa” oraz obszaru siedliskowego sieci Natura 2000 „Wzgórza Bukowe” PLH320020.
Został utworzony na mocy Rozporządzenia Nr 44/2008 Wojewody Zachodniopomorskiego z dnia 14 listopada 2008 r. Zajmuje powierzchnię 112,22 ha (akt powołujący podawał 111,59 ha).
Rezerwat jest obszarem źródliskowym i ostoją rzadkich gatunków ptaków, takich jak: bielik (Haliaeetus albicilla), kania ruda (Milvus milvus) czy muchołówka mała (Ficedula parva).
Jednak najistotniejszym celem ochrony jest zachowanie grzybów kapeluszowych w ekosystemach leśnym i borowym z dużą ilością rozkładającego się drewna, sprzyjającego rozwojowi wybitnie różnorodnej mikroflory. W starym drzewostanie buczynowym stanowiska bardzo rzadkich żylaka kolczastego (Phlebia uda) i gąski czarnołuskowej (Tricholoma atrosquamosum).
Jest to jeden z pierwszych rezerwatów mykologicznych w Polsce.
Rezerwat znajduje się na gruntach zarządzanych przez Nadleśnictwo Gryfino. Nadzór sprawuje Regionalny Konserwator Przyrody w Gdańsku. Na mocy obowiązującego planu ochrony ustanowionego w 2013 roku (z późniejszymi zmianami), obszar rezerwatu objęty jest ochroną czynną.
Przez rezerwat prowadzi znakowany zielony turystyczny Szlak im. Bolesława Czwójdzińskiego.